# Lineare A
La lineare A è uno dei due sistemi di scrittura utilizzati nell'isola di Creta prima del sistema di scrittura dei greci micenei detto lineare B, insieme ai geroglifici cretesi. Durante il periodo minoico, prima del dominio miceneo, la lineare A fu utilizzata come scrittura ufficiale nei palazzi e per i riti religiosi, mentre i geroglifici venivano utilizzati soprattutto sui sigilli. Questi due sistemi di scrittura furono scoperti da Arthur Evans, che diede loro i nomi utilizzati attualmente. Nel 1952, Michael Ventris scoprì che la lineare B veniva usata per mettere per iscritto un dialetto greco, noto oggi come miceneo. Insieme ad altri utilizzò questa scoperta per decifrare la lineare B, decifrazione tutt'oggi ampiamente accettata, anche se rimangono molti punti da chiarire. Il fallimento nel determinare la lingua trascritta con la lineare A ha impedito lo stesso tipo di progresso fatto con la lineare B nella sua decifrazione
Nonostante i due sistemi di scrittura - la lineare A e la B - condividano alcuni dei simboli, se si usano le sillabe simili nei due sillabari si ottengono in lineare A parole che non sono riconducibili a nessuna lingua nota. Questa lingua è stata chiamata "minoico" e corrisponde ad un periodo della storia cretese precedente a una serie di invasioni micenee intorno al 1450 a.C. La lineare A venne usata dapprima in tutta l'isola e con l'inglobamento da parte dei micenei solo in piccoli insediamenti dove questi non arrivarono, per essere infine sostituita dalla lineare B.
Sembra che la lineare A sia stata utilizzata come sillabario completo intorno al 1900–1800 a.C., anche se svariati segni apparvero già in precedenza. È possibile che la scrittura troiana rinvenuta da Heinrich Schliemann e un'iscrizione rinvenuta nella zona centrale di Creta, così come alcuni marchi su ceramica da El-Lahun in Egitto (XII dinastia), risalgano a un periodo precedente, circa 2100–1900 a.C., il quale è il periodo della costruzione dei primi palazzi. La lineare A è meno chiara rispetto alla Lineare B, infatti non è stata ancora decifrata.

## I segni
| Segni e numerazione secondo E. Bennett. La lettura dei segni è basata su analoghi di lineare B. | Segni e numerazione secondo E. Bennett. La lettura dei segni è basata su analoghi di lineare B. | Segni e numerazione secondo E. Bennett. La lettura dei segni è basata su analoghi di lineare B. | Segni e numerazione secondo E. Bennett. La lettura dei segni è basata su analoghi di lineare B. | Segni e numerazione secondo E. Bennett. La lettura dei segni è basata su analoghi di lineare B. | Segni e numerazione secondo E. Bennett. La lettura dei segni è basata su analoghi di lineare B. | Segni e numerazione secondo E. Bennett. La lettura dei segni è basata su analoghi di lineare B. | Segni e numerazione secondo E. Bennett. La lettura dei segni è basata su analoghi di lineare B. | Segni e numerazione secondo E. Bennett. La lettura dei segni è basata su analoghi di lineare B. | Segni e numerazione secondo E. Bennett. La lettura dei segni è basata su analoghi di lineare B. | Segni e numerazione secondo E. Bennett. La lettura dei segni è basata su analoghi di lineare B. | Segni e numerazione secondo E. Bennett. La lettura dei segni è basata su analoghi di lineare B. |
| *01-*20                                                                                         | *01-*20                                                                                         | *21-*30                                                                                         | *21-*30                                                                                         | *31-*53                                                                                         | *31-*53                                                                                         | *54-*74                                                                                         | *54-*74                                                                                         | *76-*122                                                                                        | *76-*122                                                                                        | *123-*306                                                                                       | *123-*306                                                                                       |
| ----------------------------------------------------------------------------------------------- | ----------------------------------------------------------------------------------------------- | ----------------------------------------------------------------------------------------------- | ----------------------------------------------------------------------------------------------- | ----------------------------------------------------------------------------------------------- | ----------------------------------------------------------------------------------------------- | ----------------------------------------------------------------------------------------------- | ----------------------------------------------------------------------------------------------- | ----------------------------------------------------------------------------------------------- | ----------------------------------------------------------------------------------------------- | ----------------------------------------------------------------------------------------------- | ----------------------------------------------------------------------------------------------- |
|                                                                                                 | DA *01                                                                                          |                                                                                                 | QI *21                                                                                          |                                                                                                 | SA *31                                                                                          |                                                                                                 | WA *54                                                                                          |                                                                                                 | *76                                                                                             |                                                                                                 | *123                                                                                            |
|                                                                                                 | RO *02                                                                                          |                                                                                                 | *21f                                                                                            |                                                                                                 | *34                                                                                             |                                                                                                 | *55                                                                                             |                                                                                                 | KA *77                                                                                          |                                                                                                 | *131a                                                                                           |
|                                                                                                 | PA *03                                                                                          |                                                                                                 | *21m                                                                                            |                                                                                                 | TI *37                                                                                          |                                                                                                 | PA3 *56                                                                                         |                                                                                                 | QE *78                                                                                          |                                                                                                 | *131b                                                                                           |
|                                                                                                 | TE *04                                                                                          |                                                                                                 | MI? *22                                                                                         |                                                                                                 | E *38                                                                                           |                                                                                                 | JA *57                                                                                          |                                                                                                 | WO2? *79                                                                                        |                                                                                                 | *131c                                                                                           |
|                                                                                                 | *05                                                                                             |                                                                                                 | *22f                                                                                            |                                                                                                 | PI *39                                                                                          |                                                                                                 | SU *58                                                                                          |                                                                                                 | MA *80                                                                                          |                                                                                                 | *164                                                                                            |
|                                                                                                 | NA *06                                                                                          |                                                                                                 | *22m                                                                                            |                                                                                                 | WI *40                                                                                          |                                                                                                 | TA *59                                                                                          |                                                                                                 | KU *81                                                                                          |                                                                                                 | *171                                                                                            |
|                                                                                                 | DI *07                                                                                          |                                                                                                 | MU *23                                                                                          |                                                                                                 | SI *41                                                                                          |                                                                                                 | RA *60                                                                                          |                                                                                                 | *82                                                                                             |                                                                                                 | *180                                                                                            |
|                                                                                                 | A *08                                                                                           |                                                                                                 | *23m                                                                                            |                                                                                                 | KE *44                                                                                          |                                                                                                 | O *61                                                                                           |                                                                                                 | *85                                                                                             |                                                                                                 | *188                                                                                            |
|                                                                                                 | S *09                                                                                           |                                                                                                 | NE *24                                                                                          |                                                                                                 | *45                                                                                             |                                                                                                 | JU *65                                                                                          |                                                                                                 | *86                                                                                             |                                                                                                 | *191                                                                                            |
|                                                                                                 | *10                                                                                             |                                                                                                 | RU *26                                                                                          |                                                                                                 | *46                                                                                             |                                                                                                 | TA2 *66                                                                                         |                                                                                                 | TWE *87                                                                                         |                                                                                                 | *301                                                                                            |
|                                                                                                 | *11                                                                                             |                                                                                                 | RE *27                                                                                          |                                                                                                 | *47                                                                                             |                                                                                                 | KI *67                                                                                          |                                                                                                 | *100/ *102                                                                                      |                                                                                                 | *302                                                                                            |
|                                                                                                 | ME *13                                                                                          |                                                                                                 | I *28                                                                                           |                                                                                                 | *49                                                                                             |                                                                                                 | TU *69                                                                                          |                                                                                                 | *118                                                                                            |                                                                                                 | *303                                                                                            |
|                                                                                                 | QA2 *16                                                                                         |                                                                                                 | *28b                                                                                            |                                                                                                 | PU *50                                                                                          |                                                                                                 | *70                                                                                             |                                                                                                 | *120                                                                                            |                                                                                                 | *304                                                                                            |
|                                                                                                 | ZA *17                                                                                          |                                                                                                 | *29                                                                                             |                                                                                                 | DU *51                                                                                          |                                                                                                 | MI *73                                                                                          |                                                                                                 | *120b                                                                                           |                                                                                                 | *305                                                                                            |
|                                                                                                 | ZO *20                                                                                          |                                                                                                 | NI *30                                                                                          |                                                                                                 | *53                                                                                             |                                                                                                 | ZE *74                                                                                          |                                                                                                 | *122                                                                                            |                                                                                                 | *306                                                                                            |

## Teorie sulla decifrazione

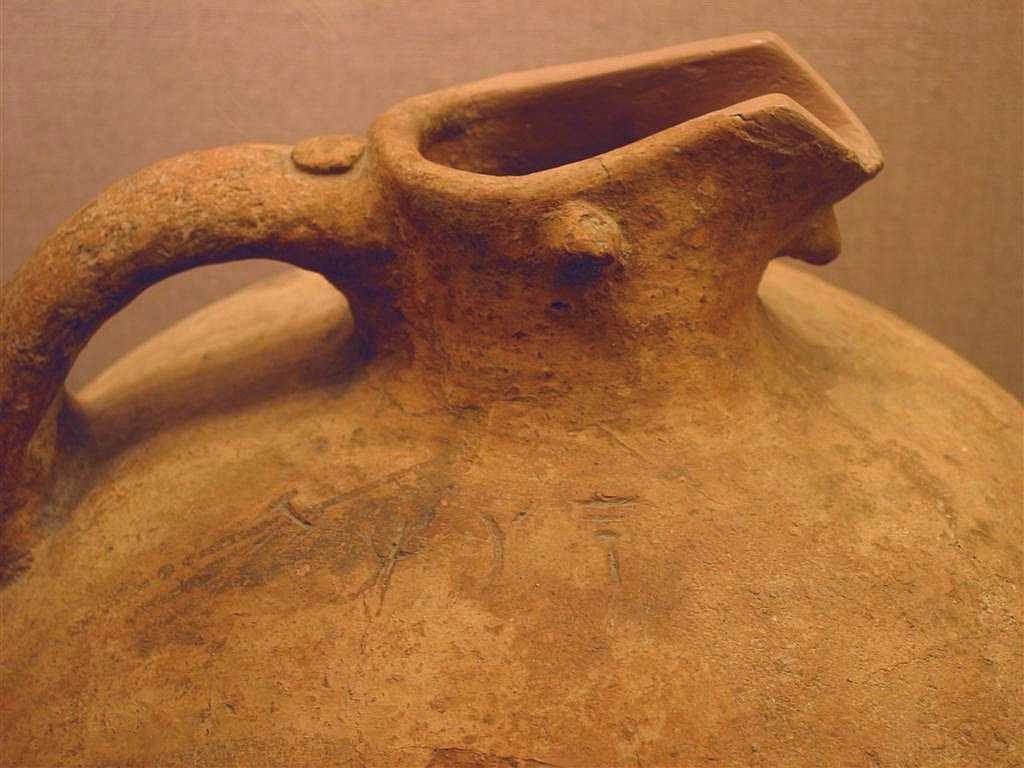
Lineare A, incisione su un vaso rinvenuto ad Akrotiri.

Dato che la lingua minoica è andata perduta nel corso dei secoli e non se ne conoscono le caratteristiche al giorno d'oggi, rimane difficile assicurarsi sulla correttezza di una possibile decifrazione. L'approccio più semplice è presumere che il valore dato ai segni della lineare B, che è stata completamente decifrata, corrispondano a quelli simili della lineare A. Questo punto di vista è stato di grande interesse per gli archeologi. La mancata decifrazione indica che non c'è una prova definitiva di questa idea, anche se sembrano esserci prove di sostegno basate sulle onomatopee (ad esempio: AB 23 'mu' dal geroglifico 12, una testa di toro; AB 80 'ma' da un geroglifico di testa di gatto; AB 67 'ki' dal geroglifico 57, un sistro; AB 60 'ra' dal geroglifico 18, una testa di cane; AB 50 'pu' dal geroglifico 58, un'arpa). Inoltre compaiono sia in lineare A che in lineare B parole complesse di tre o più sillabe (perciò, 12 segni hanno lo stesso valore in entrambi i sillabari: DA, I, JA, KI, PA, PI, RO, RI, SE, SU, TA, O).
Una delle poche parole comprese, il termine KU-RO, che molto probabilmente significava "totale", "intero" o qualcosa del genere, potrebbe essere sia di origine indoeuropea (da *kwol-, grado o- di *kwel-), o di origine semitica (proto-semitico *kull- "intero, totale"; accadico kulum, "totale"), oppure di origine sconosciuta. Questa ambiguità rappresenta lo stato attuale della comprensione della lingua usata nella lineare A: gli elementi noti sono troppo scarsi per costruire un'ipotesi sicura su una possibile affiliazione genetica con altre lingue note.

### Greco
Vladimir Ivanov Georgiev, nel 1957, pubblicò la sua opera Le déchiffrement des inscriptions crétoises en linéaire A (La decifrazione delle iscrizioni cretesi in lineare A), in cui affermava che la lineare A conteneva elementi linguistici greci. Nel 1963 pubblicò un articolo, Les deux langues des inscriptions crétoises en linéaire A (Le due lingue delle iscrizioni cretesi in lineare A), in cui suggeriva che la lingua di Agia Triada fosse greco, mentre il resto delle iscrizioni in lineare A corpus fosse in luvio.

### Luvio
Dai primi anni sessanta del Ventesimo secolo si è fatta strada una teoria secondo la quale i valori fonetici della lineare B suggerirebbero che la lingua della lineare A sia una lingua anatolica, vicina al luvio. Nel 1997 Gareth Alun Owens pubblicò una raccolta di saggi intitolata Kritika Daidalika, che sostenevano l'idea che la lineare A potesse rappresentare un'antica lingua imparentata con il luvio. Owens basava questa affermazione sulle radici apparentemente indoeuropee ma non greche di un certo numero di parole che era in grado di decifrare usando i valori fonetici noti della lineare B o del sillabario cipriota. Non rivendicava di essere riuscito a decifrare completamente la lineare A, e nel suo libro afferma che la sua ipotesi del luvio doveva accendere dei nuovi dibattiti, e non affermare la questione.
Ad ogni modo la teoria dell'origine luvia del minoico non è riuscita a guadagnare approvazione per i seguenti motivi:
- Non si nota alcuna affinità tra la morfologia del minoico e del luvio.
- Nessuna delle teorie esistenti dell'origine delle popolazioni anatoliche e della loro migrazione in Anatolia (sia attraverso la penisola balcanica, sia attraverso il Caucaso) può comprendere Creta.
- Mancanza di contatto diretto tra i Luvi e i Cretesi minoici; questi ultimi non vengono mai menzionati nelle iscrizioni luvie né in quelle ittite. I piccoli stati situati lungo la costa occidentale dell'Asia Minore costituivano una barriera naturale tra i luvi, gli ittiti e i cretesi minoici.
- Si possono considerare alcune differenze antropologiche tra i Luvi ed i Minoici come testimonianza indiretta contro questa ipotesi.

### Fenicio
Nel 2001 la pubblicazione tedesca Ugarit-Forschungen, Band 32 pubblicò l'articolo Le prime iscrizioni in punico — Differenze vocaliche nella lineare A e B di Jan Best, che affermava di dimostrare come e perché la lineare A rappresentasse una forma arcaica di fenicio. Ciò era una continuazione dei tentativi fatti da Cyrus Gordon per trovare delle connessioni tra il minoico e le lingue semitiche occidentali. La sua metodologia incontrò delle critiche diffuse. Mentre uno o due termini possono essere di origine semitica (come KU-RO, si veda di seguito), non sembrano esserci sufficienti prove per assicurare una connessione tra la lingua della lineare A e gli idiomi semitici. Contrariamente alla maggior parte dei sistemi di scrittura adottati per le lingue semitiche, la lineare A presenta molte vocali scritte.

### Indo-iranico
Un'altra interpretazione recente, basata sulla frequenza dei segni sillabici e su studi paleografici comparativi, suggerisce che la lingua minoica rappresentata della lineare A appartenga alla famiglia indo-iranica delle lingue indoeuropee. Alcuni studi di Hubert La Marle includono una presentazione della morfologia della lingua, evitando la completa identificazione dei valori fonetici tra la lineare A e la B, ed inoltre evitano la comparazione tra la lineare A ed i geroglifici cretesi. La Marle utilizza il conteggio della frequenza per identificare il tipo di sillabe scritte nella lineare A e tiene di conto del problema dei prestiti nel vocabolario. Ad ogni modo l'interpretazione di La Marle della lineare A è stata criticata da John Younger dell'Università del Kansas per le trascrizioni arbitrarie ed erronee.

### Tirrenico
Sono stati fatti dei tentativi per collegare la lineare A alla famiglia linguistica tirrenica, che comprende l'etrusco, il retico e il lemnio, che si presume sia parte di un antico sostrato preindoeuropeo e paleoeuropeo. A volte ci si riferisce a questo sostrato come preellenico, a cui si porta come sostegno, erroneamente, le affermazioni degli antichi autori greci come Erodoto nelle Storie, secondo cui gli Etruschi provenivano dalla Lidia. Ma i Lidi parlavano una lingua indoeuropea completamente diversa dalle lingue tirreniche, e la completa mancanza di evidenze archeologiche hanno portato a concludere che la tesi erodotea non sia corretta. Giulio M. Facchetti ha proposto alcune probabili somiglianze tra la lingua etrusca e l'antico lemnio ed altre lingue egee tra cui il minoico nel contesto delle lingue preindoeuropee. Anche Michael Ventris, che insieme a John Chadwick ha decifrato la lineare B, riteneva plausibile un collegamento tra minoico ed etrusco. Ma secondo altri una relazione tra etrusco, lemnio e minoico e le altre lingue egee rimane indimostrata.

## Natura dei testi
Un attrezzo di pietra da Troullos (TL Za 1) è probabilmente un esemplare di un testo votivo, secondo l'ipotesi che i valori dei segni della lineare A siano uguali a quelli della lineare B:
- a-ta-i-*301-wa-ja o-su-qa-re ja-sa-sa-ra-me u-na-ka-na-si i-pi-na-ma si-ru-te

Invece la tavoletta 13 (HT 13) di Agia Triada è un esempio di un testo di contabilità:
- ka-u-de-ta. [ideogramma "vino"] te re-za 5½ te-ro2 56 te-ki 27½ ku-dzu-ni 18 da-si-*118 19 ?-su-?-si 5 ku-ro 130½

ka-u-de-ta viene seguito da un ideogramma quasi identico ad uno in lineare B che significa "vino". Dopo si trova una lista di sei nomi, ciascuno seguito da un numerale, e quindi un totale (ku-ro) dei numeri precedenti — leggermente sbagliato, dato che la somma corretta è 131.

## Glossario
Questo glossario contiene termini che hanno un significato presumibile, sulla base dell'ipotesi che i valori dei segni della lineare A siano gli stessi, simbolicamente e foneticamente, di quelli della lineare B. I seguenti valori rimangono comunque congetturali, data la scarsità di testi disponibili in lineare A:
- A-KU-TU / A-KO-TO: nome, Ἄκτωρ(?).[16]
- (J)A-DI-KI-TE-TE / JA-DI-KI-TU: monte Ditte, in greco Δίκτη.
- DI-KI-SE / DE-KE-SE-U: nome, Dexeus o Derxeus (derivato da δέχομαι o δέρκομαι).[17]
- DU-PU2-RE: signore, governatore.
- I-DA: Monte Ida (Grecia).
- I-JA-TE: iātēr (greco omerico: ἰητήρ), una parola che compare anche in lineare B.[18]
- I-TA-NU / U-TA-NO: toponimo, probabilmente la città cretese di Itanos.[19]
- KA-DA-NA / KA-DA-NO: nome, Χαλδάνος(?).[19]
- KA-RU / KA-RO: nome, Κάλλων o Χαίρων o Χάρων(?).[19]
- KI-RO: mancante, debito (probabilmente dal greco: khreos "debito").
- KU-MI-NA: prestito semitico con il significato di "cumino"; appare anche nei documenti in lineare B.[20]
- KU-RO: intero, totale (Cyrus Gordon: < semitico *kull-; o greco holon "totale" / "intero").
- KU-RU-KU / KU-RU-KA: nome, Γλύκη(?).[21]
- MA-DI: nome, Μαῖδος(?) da *Maidos a Maidos.[22]
- MA-RI-TA: etnico Malitās (greco: Μαλίτης).[17]
- MA-RU / MA-RO: nome, Μάρων(?).[16]
- PA-DE: un teonimo (nome di divinità), appare anche negli scritti in lineare B (come pa-de / pa-ze); sanscrito pati, signore, greco Pater, padre, signore.
- PA-I-TO: toponimo, Festo; lo stesso nome è comune nei documenti in lineare B.[18]
- PO-TO-KU-RO: grande(?) totale.
- RU+JA (i due segni sono uniti in una legatura): melagrana, come nel greco classico rhoia.
- SE-TO-I-JA: toponimo, compare anche in lineare B.
- SU-KI-RI-TA: Sugrita, un toponimo che appare anche in lineare B; la città esiste anche oggi col nome di Syvritos.[18]
- SU-KI-RI-TE-I-JA: probabilmente "di Sugrita".[15]

Oltre a questi, esiste un numero considerevole di nomi propri che si ritrovano sia nella lineare A che nella lineare B, specialmente nei testi micenei di Cnosso.

## Siti con iscrizioni in lineare A
- Agìa Triàda
- Agios Stefanos
- Apoudoulou
- Archanes
- Arkalochori
- Armenoi
- Cave di Skotino
- Ceo
- La Canea
- Cnosso
- Gournia
- Festo
- Kardamoutsa
- Kato Simi
- Kofinas
- Larani
- Malia
- Micene
- Mileto
- Milo
- Mochlos
- Monte Iuktas
- Myrtos Pyrgos
- Nerokourou
- Paleocastro
- Petras
- Petsofas
- Platanos
- Poros Herakleiou
- Prassa
- Pseira
- Psychro
- Samotracia
- Santorini
- Sitia
- Skhinias
- Tel Haror
- Tirinto
- Traostalos
- Troulos
- Tylisos
- Vrysinas
- Zakros

## Periodo temporale dei sistemi di scrittura cretesi
La sequenza e la diffusione geografica dei geroglifici cretesi, della lineare A e della lineare B, i tre sistemi di scrittura distinti ma in sovrapposizione nella Creta dell'Età del Bronzo ed in Grecia, possono essere riassunti in questo modo:
| Sistema di scrittura | Area geografica                                                                   | Periodo              |
| -------------------- | --------------------------------------------------------------------------------- | -------------------- |
| Geroglifici cretesi  | Creta                                                                             | 1625−1500 a.C.       |
| Lineare A            | Creta, Isole egee (Ceo, Cerigo, Milo, Santorini), e Grecia continentale (Laconia) | XIX secolo−1350 a.C. |
| Lineare B            | Creta (Cnosso), e Grecia continentale (Navarino, Micene, Tebe, Tirinto)           | 1375−1200 a.C.       |